# Рей (город)
Рей (др.-перс. 𐎼𐎥𐎠, Рага, перс. ری‎) — город в северном Иране, в провинции Тегеран. Расположен в 10 км южнее столицы страны — города Тегеран и связан с ним веткой метро. Административный центр шахрестана Рей. Население — 257 тыс. человек (1996).
В древности город был известен под названием Арсакия. По данным переписи 1996 года, население составляло 257 тысяч человек.

## История
Рей является одним из старейших городов Ирана. Он был одним из центров Мидии, а затем государств Ахеменидов, Селевкидов и Сасанидов, и носил название Арсакия, что переводится как белые саки — скифское племя. Селевк Никатор восстановил город после землетрясения, случившегося во времена его правления, и дал городу имя Европ. Во время парфянских войн город был практически полностью опустошён и обескровлен, позже Аршак снова восстановил его.
В 1227 году Джелал ад-Дин разбил отряд монголов близ Рея. Город сохранил своё значение и в мусульманское время, однако в XIII веке был разрушен монголами, после чего так и не смог восстановить своё влияние. Здесь сохранилось значительное количество памятников древности и раннего Средневековья, таких как Бордж-е Тогрул, гробница Шахр Бану и мечеть Шах Абдул-Азим.
Около 1469 года город посетил Афанасий Никитин, упомянувший его в своих путевых записках «Хождение за три моря».

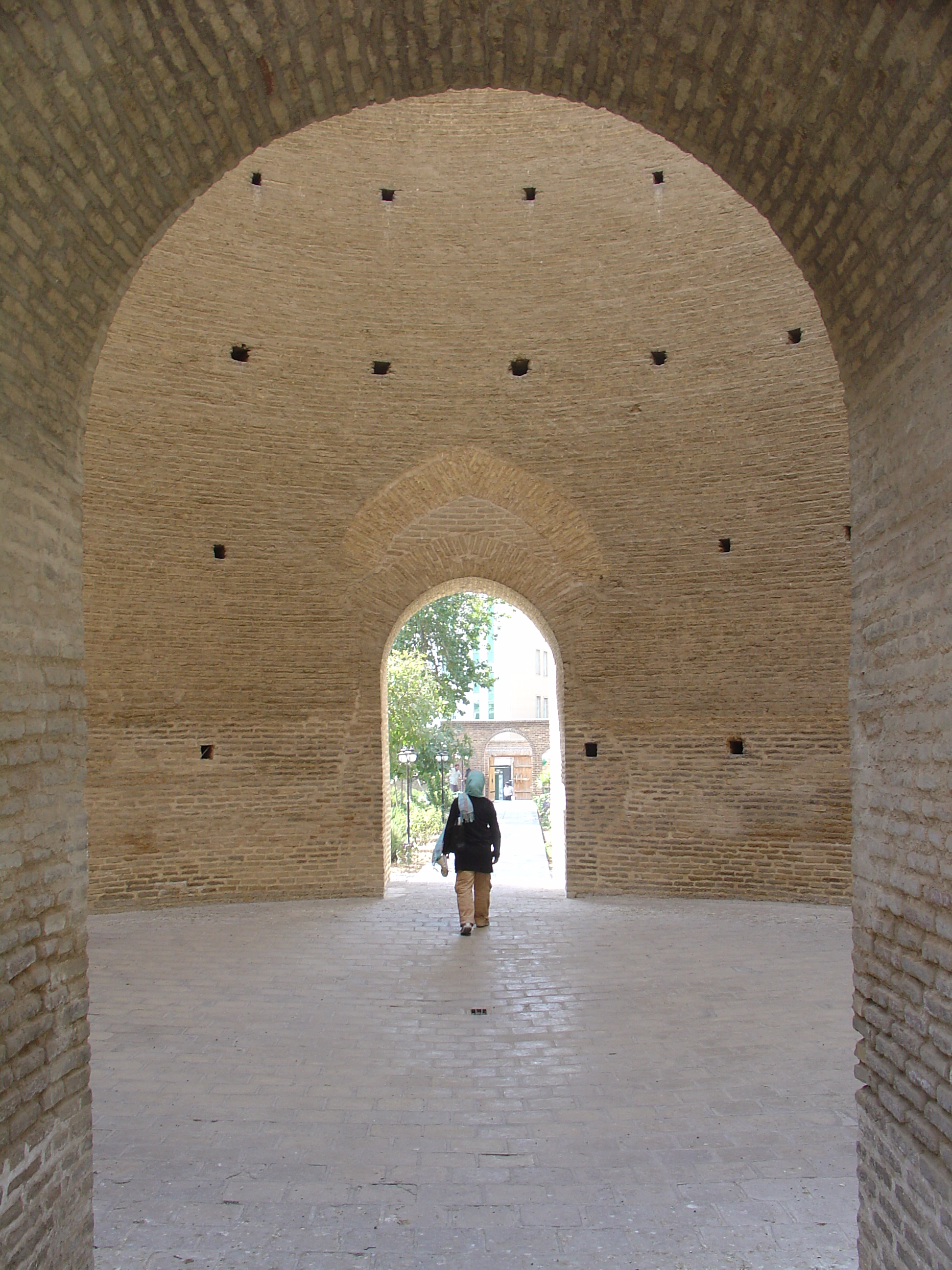
Портал башни Тохрул

## Достопримечательности Рея
На окраине Рея, на горе Асхан можно увидеть высеченное в скале изображение Фетх Али-шаха Каджара. В своё время он сделал Рей местом отдыха своей семьи, а гору — местом катаний и гуляний. Тогда на месте портрета Фатх Али были изображены Сасанидские цари, однако шах повелел стереть эти портреты и вместо них высечь свой собственный.
Одним из древнейших сооружений Рея является зороастрийская башня Гебри. Зороастрийцы верили, что гниющий труп оскверняет любую стихию, кроме воздуха, — огонь, воду и землю, поэтому оставляли тела умерших на вершине башен на съедение птицам и насекомым, после чего забирали чистые кости и закапывали их в землю. Башня Гебри, или Башня тишины, относится к первому тысячелетию до н. э.
Одно из наиболее известных сооружений Рея — это башня Тогрула, построенная в XII веке во времена сельджуков. Фактически, она представляет собой гробницу одного из родоначальников сельджукской династии Тогрул-бека (ок. 990—1063). Начав свою жизнь предводителем кочевых племен огузов, он захватил Хорасан, большую часть Ирана, Азербайджан, часть Армении и Ирак, включая Багдад. Двадцатиметровая башня изначально была увенчана конической крышей, но она была уничтожена землетрясением в 1884 году, также как и значительная часть отделки и украшений.
Одним из значительных мусульманских памятников Рея является мемориальный комплекс Шах Абдул-Азим, построенный на месте смерти шиитского святого шаха Абдул-Азима, потомка второго имама Хасана. Здесь же находятся могилы имамзаде Хамзы, брата святого имама Резы, имамзаде Тахира, сына четвёртого имама Али аль-Асгара, и Насреддин-шаха Каджара. Сооружение представляет собой типичную мечеть с центральным айваном, позолоченным куполом и двумя минаретами. Одна из дверей, ведущих в мавзолей Насреддин-шаха, украшенная мозаикой, была сделана в середине XV века, во времена Тимуридов. Две другие двери, железные и также богато украшенные, были датированы 1538 годом, хотя ранее считались самыми древними в здании и относились к сельджукскому времени. Айван и портик мавзолея имамзаде Хамзы были созданы уже при сефевидском шахе Тахмаспе I в середине XVI века. Посеребренная могила имамзаде была создана по приказу Фатх Али-шаха Каджара, а различные украшения — мозаики, зеркала, фрески — добавлялись на протяжении всего XIX века.
Здесь же, в Рее, есть гробница, приписываемая царевне Шахр Бану, полулегендарной личности, почитаемой только шиитами. Она была дочерью последнего Сасанидского царя Йездегерда III, а после покорения Ирана арабами была вывезена в Медину. Там она вышла замуж за третьего имама Хусейна и родила ему сына Али, более известного под именем Зейн аль-Абидин, четвёртого шиитского имама. Её имя означает «Госпожа Земли». Нужно сказать, что сунниты и большинство учёных отрицают существование Шахр Бану и утверждают, что между дочерью Йездегерда и женой имама Хусейна нет ничего общего.